# パリ〜ニース2013
パリ〜ニース2013は、パリ〜ニースの71回目のレース。2013年3月3日〜10日まで行われた。

## 参加チーム
UCIプロチーム
| チーム名                                | 国籍           | コード |
| --------------------------------------- | -------------- | ------ |
| AG2R・ラ・モンディアル                  | フランス       | ALM    |
| アルゴス・シマノ                        | オランダ       | ARG    |
| アスタナ                                | カザフスタン   | AST    |
| ブランコ                                | オランダ       | BLA    |
| BMC・レーシングチーム                   | アメリカ合衆国 | BMC    |
| キャノンデール                          | イタリア       | CAN    |
| エウスカルテル・エウスカディ            | スペイン       | EUS    |
| FDJ                                     | フランス       | FDJ    |
| ガーミン・シャープ                      | アメリカ合衆国 | GRS    |
| カチューシャ                            | ロシア         | KAT    |
| ランプレ・メリダ                        | イタリア       | LAM    |
| ロット・ベリソル                        | ベルギー       | LTB    |
| モビスター・チーム                      | スペイン       | MOV    |
| オリカ・グリーンエッジ                  | オーストラリア | OGE    |
| オメガファーマ・クイックステップ        | ベルギー       | OPQ    |
| レディオシャック・レオパルド            | ルクセンブルク | RLT    |
| チーム・サクソバンク - ティンコフバンク | デンマーク     | TST    |
| チーム・スカイ                          | イギリス       | SKY    |
| ヴァカンソレイユ・DCM                   | オランダ       | VCD    |

招待チーム
- コフィディス（ フランス・COF）
- ヨーロッパカー（ フランス・EUC）
- IAM（ スイス・IAM）
- ソジャスュン（ フランス・SOJ）

## 区間及び総合首位の変遷
| ステージ | 区間優勝                   | 総合                       | ポイント賞                 | 山岳賞                   | 新人賞                     | チーム                           |
| -------- | -------------------------- | -------------------------- | -------------------------- | ------------------------ | -------------------------- | -------------------------------- |
| P        | ダミアン・ゴダン           | ダミアン・ゴダン           | ダミアン・ゴダン           | －                       | ウィルコ・ケルダーマン     | オメガファーマ・クイックステップ |
| 1        | ナセル・ブアニ             | ナセル・ブアニ             | シルヴァン・シャヴァネル   | ベルト＝ヤン・リンデマン | ナセル・ブアニ             | オメガファーマ・クイックステップ |
| 2        | マルセル・キッテル         | エリア・ヴィヴィアーニ     | エリア・ヴィヴィアーニ     | ベルト＝ヤン・リンデマン | エリア・ヴィヴィアーニ     | オメガファーマ・クイックステップ |
| 3        | アンドリュー・タランスキー | アンドリュー・タランスキー | エリア・ヴィヴィアーニ     | マルテイン・ケイゼル     | アンドリュー・タランスキー | アスタナ                         |
| 4        | ミヒャエル・アルバジーニ   | アンドリュー・タランスキー | エリア・ヴィヴィアーニ     | ヨハン・チョップ         | アンドリュー・タランスキー | アスタナ                         |
| 5        | リッチー・ポート           | リッチー・ポート           | アンドリュー・タランスキー | ヨハン・チョップ         | アンドリュー・タランスキー | カチューシャ                     |
| 6        | シルヴァン・シャヴァネル   | リッチー・ポート           | シルヴァン・シャヴァネル   | ヨハン・チョップ         | アンドリュー・タランスキー | カチューシャ                     |
| 7        | リッチー・ポート           | リッチー・ポート           | シルヴァン・シャヴァネル   | ヨハン・チョップ         | アンドリュー・タランスキー | カチューシャ                     |

## 日程及び成績

### プロローグ
- 3月3日（日）　ウイユ 2.9km（個人タイムトライアル・ITT、）